# Tainan-Ostbezirk
Tainan-Ostbezirk (chinesisch 臺南市東區, Pinyin Táinán shì Dōngqū, taiwanisch: Tâi-lâm-chhī Tang-khu) ist ein Bezirk der regierungsunmittelbaren Stadt Tainan in der Republik China (Taiwan).

## Lage und Beschreibung
Der Tainan-Ostbezirk liegt im Südwesten der heutigen Stadt Tainan. Sein Name rührt von seiner Lage in der Kernstadt her, die im Jahr 2010 mit dem Landkreis Tainan vereinigt wurde.
Mit rund 182.000 Einwohnern auf einer Fläche von 13,42 km² hatte der Ostbezirk im Oktober 2024 die drittgrößte Bevölkerung und die höchste Bevölkerungsdichte unter allen Bezirken Tainans.
Im Ostbezirk befinden sich die Cheng-Kung-Nationaluniversität NCKU (國立成功大學 Guoli Chenggong Daxue), eine der renommiertesten Universitäten Taiwans, und ein Teilcampus der Nationaluniversität Tainan NUTN (國立臺南大學 Guoli Tainan Daxue).

## Geschichte

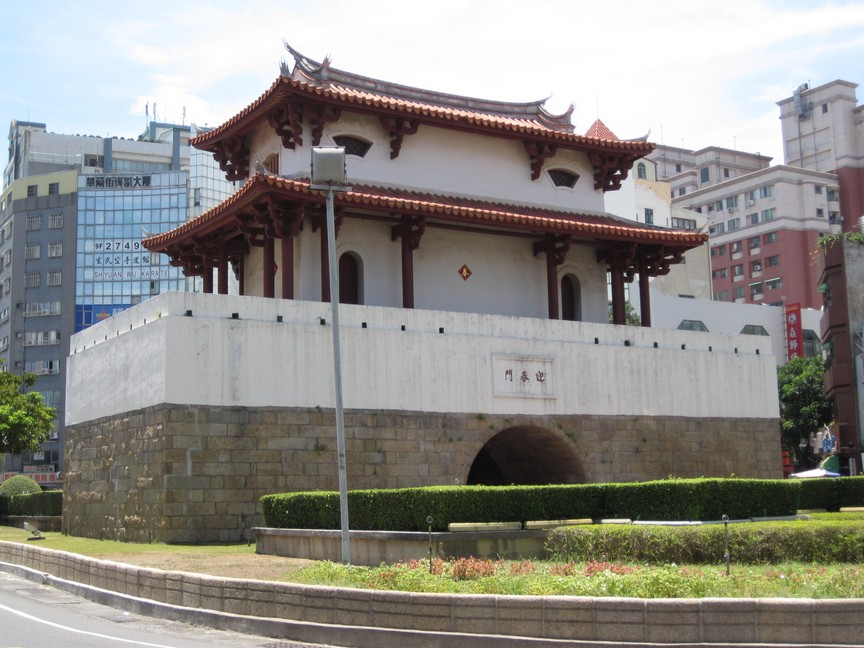
Das Große Osttor (大東門)

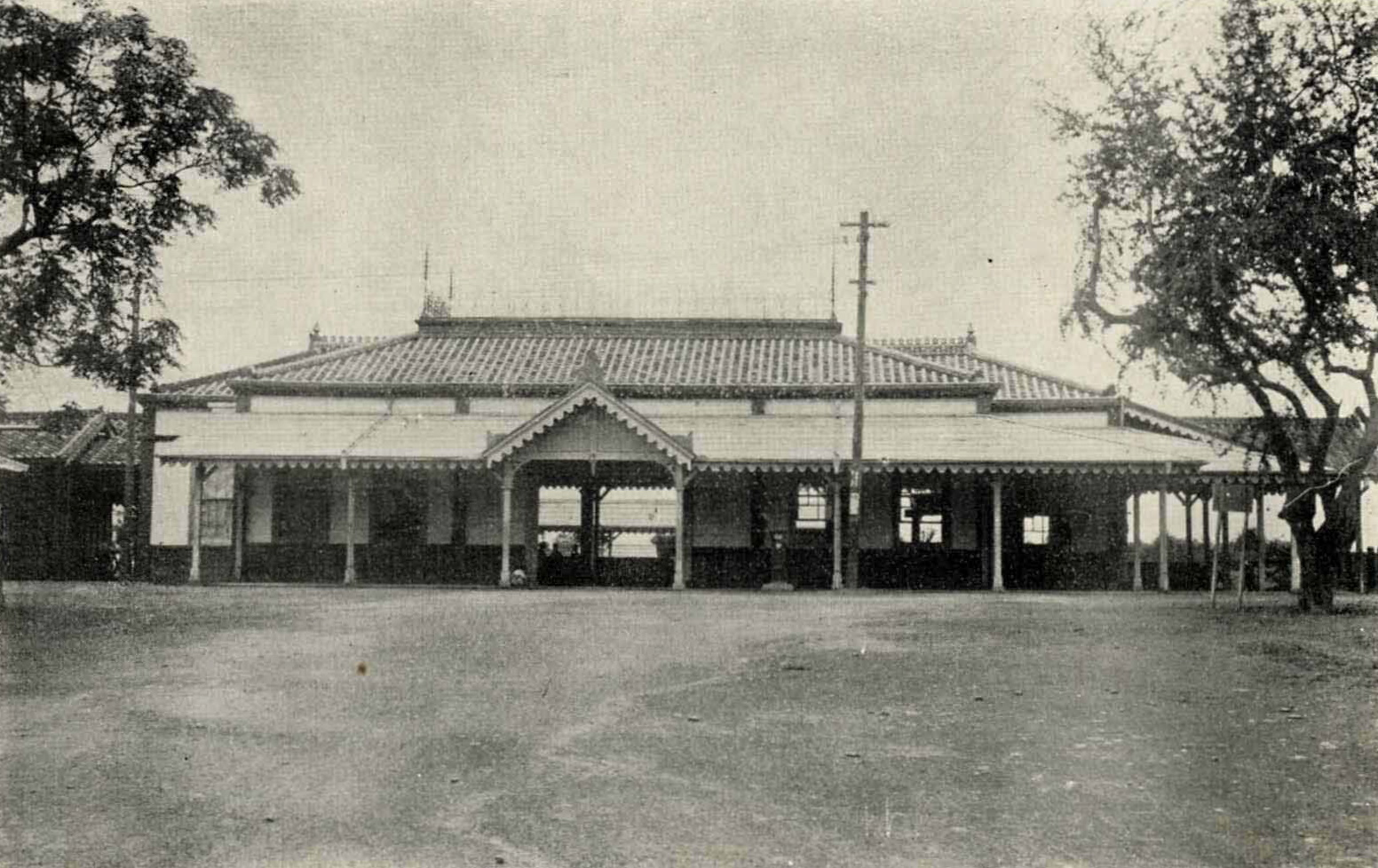
Der Bahnhof im Jahr 1900

Seit Mitte des 17. Jahrhunderts war Tainan ein politisches und kulturelles Zentrum, zunächst Südtaiwans, später der ganzen Insel. Die Gegend des heutigen Ostbezirks war trotz ihrer Nähe zur Innenstadt jedoch bis ins frühe 19. Jahrhundert hinein dünn besiedelt und landwirtschaftlich geprägt.
Die städtische Entwicklung begann während der japanischen Herrschaft über Taiwan, u. a. durch die Errichtung des Bahnhofs Tainan (1900), der Technischen Höheren Schule Tainan (Vorläufer der heutigen Cheng-Kung-Nationaluniversität) und von Ziegeleien, die Mauer- und Dachziegel industriell produzierten und Arbeitskräfte anzogen. Zudem wurden Militäreinrichtungen und Kasernen angelegt, die auch nach der Übernahme Taiwans durch die Republik China (1945) zunächst weiterhin militärisch genutzt wurden.
1946 wurden sechs Ortsteile im Osten der Stadt Tainan zur Verwaltungseinheit Ostbezirk zusammengefasst. In den folgenden Jahrzehnten verzeichnete der Bezirk im Zuge der Industrialisierung ein beträchtliches Bevölkerungswachstum von über 13.000 Einwohnern hin zu fast 194.000 im Jahr 2011. Seither ist die Bevölkerung etwas rückläufig (2024: knapp 182.000 Menschen).

## Verkehr und Wirtschaft

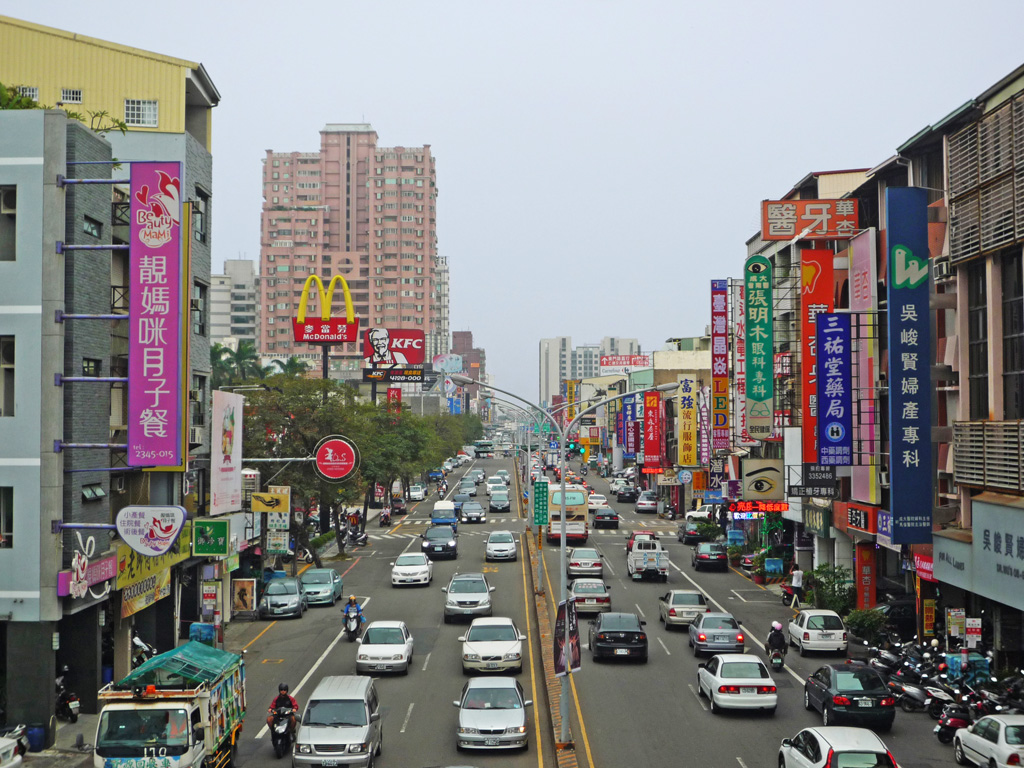
Die Stadtstraße 182 (Dongmen Road)

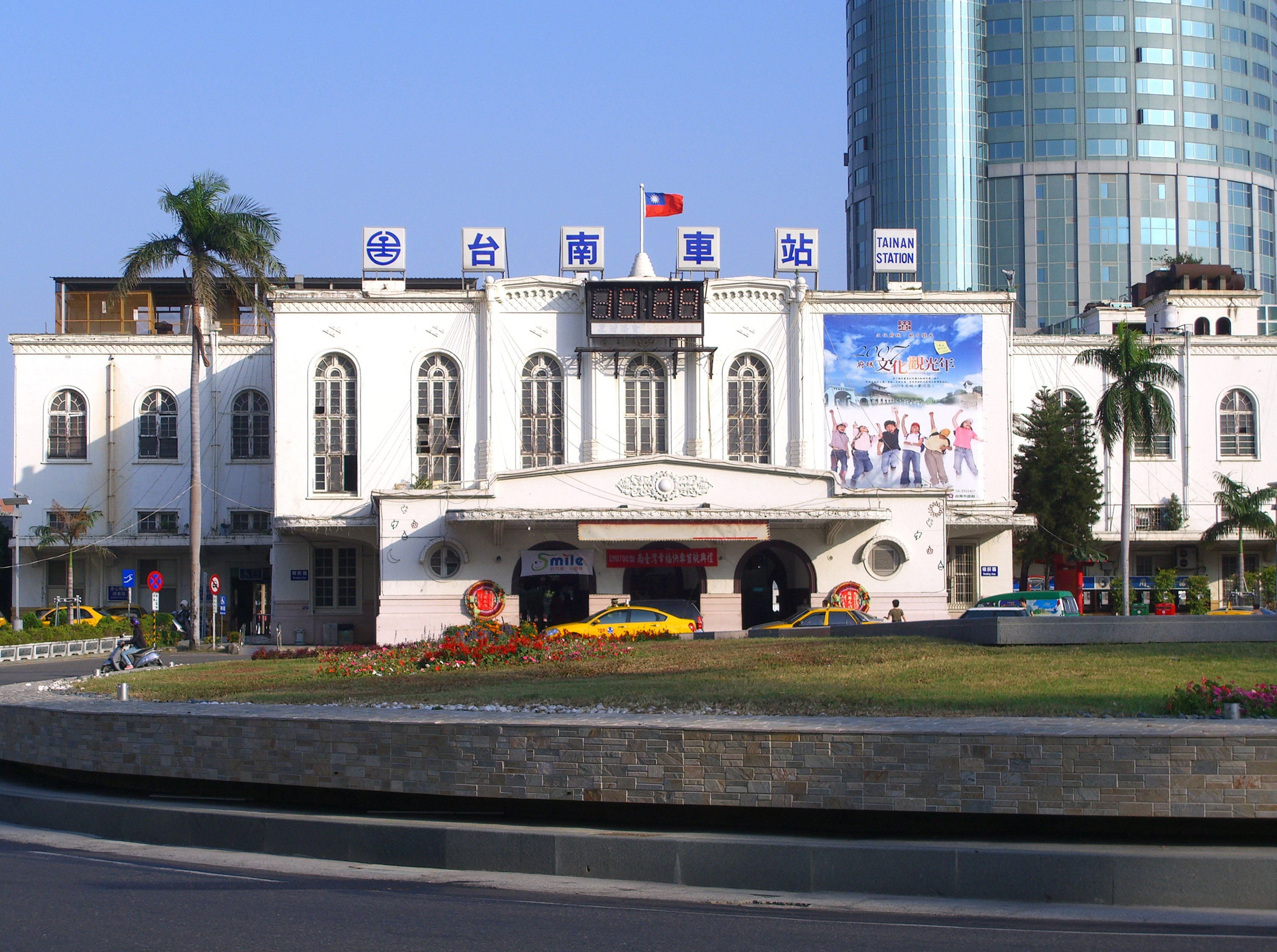
Der Bahnhof Tainan

Die Provinzstraße 1 durchläuft den Ostbezirk von Norden nach Süden. Sie wird von den Stadtstraßen 180 und 182 in west-östlicher Richtung gekreuzt. Die Nord-Süd-Autobahn Nationalstraße 1 streift den Bezirk am östlichen Rand.
Im Ostbezirk befindet sich der Bahnhof Tainan (臺南車站 Tainan Chezhan) der Taiwanischen Eisenbahn, über den die Stadt an die Westliche Hauptlinie (縱貫線) der Eisenbahn angebunden ist. Der Öffentliche Nahverkehr besteht aus einer Reihe von Buslinien.
Das Gebiet des Ostbezirks durchlief im 20. Jahrhundert zweimal einen merklichen Strukturwandel von einer ländlichen Gegend über die Industrialisierung hin zu einem von Handel und Dienstleistungsgewerbe geprägten Bezirk. Hier finden sich heute Bürogebäude, Banken, Geschäfte, Märkte und Wohnviertel. Neben den traditionellen Einkaufsmöglichkeiten gibt es ein Kaufhaus des Unternehmens Far Eastern Department Store (大遠百貨) und das Einkaufszentrum T.S. Mall (南紡購物中心). Die Taiwan Sugar Corporation (台灣糖業公司) hat ihren Sitz im Ostbezirk.

## Kultur und Sehenswürdigkeiten

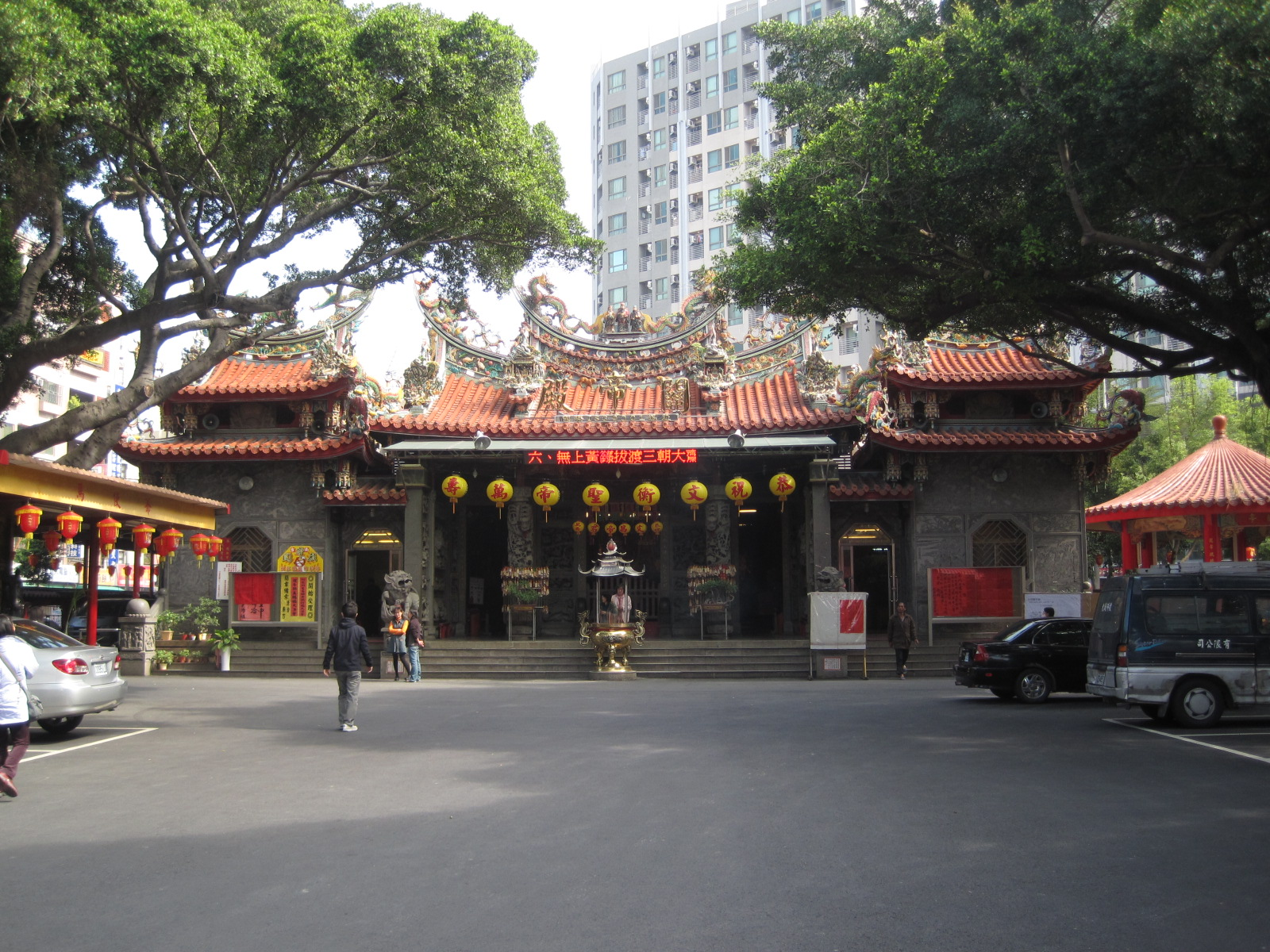
Der Guandi Dian

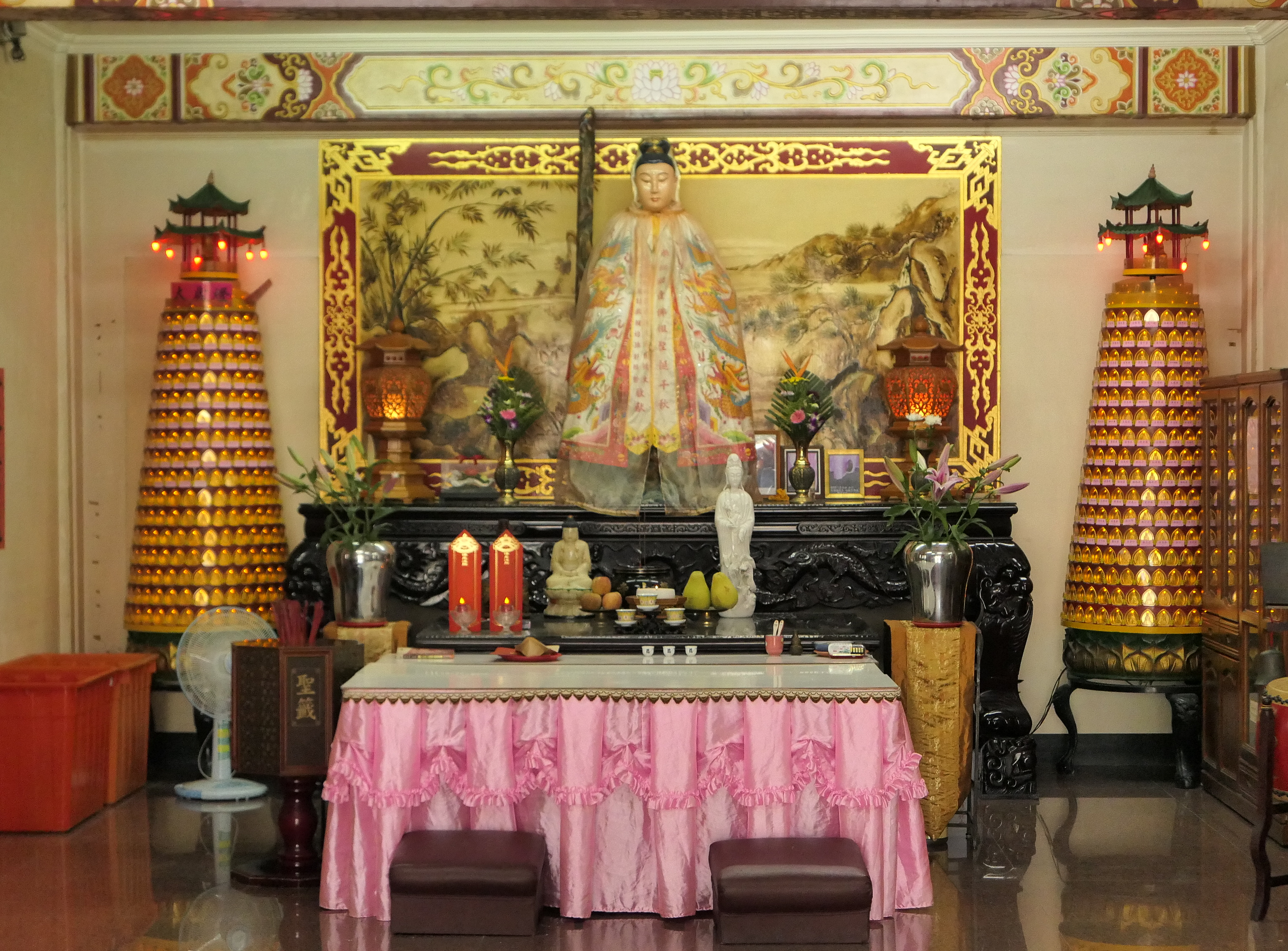
Im Longshan Si

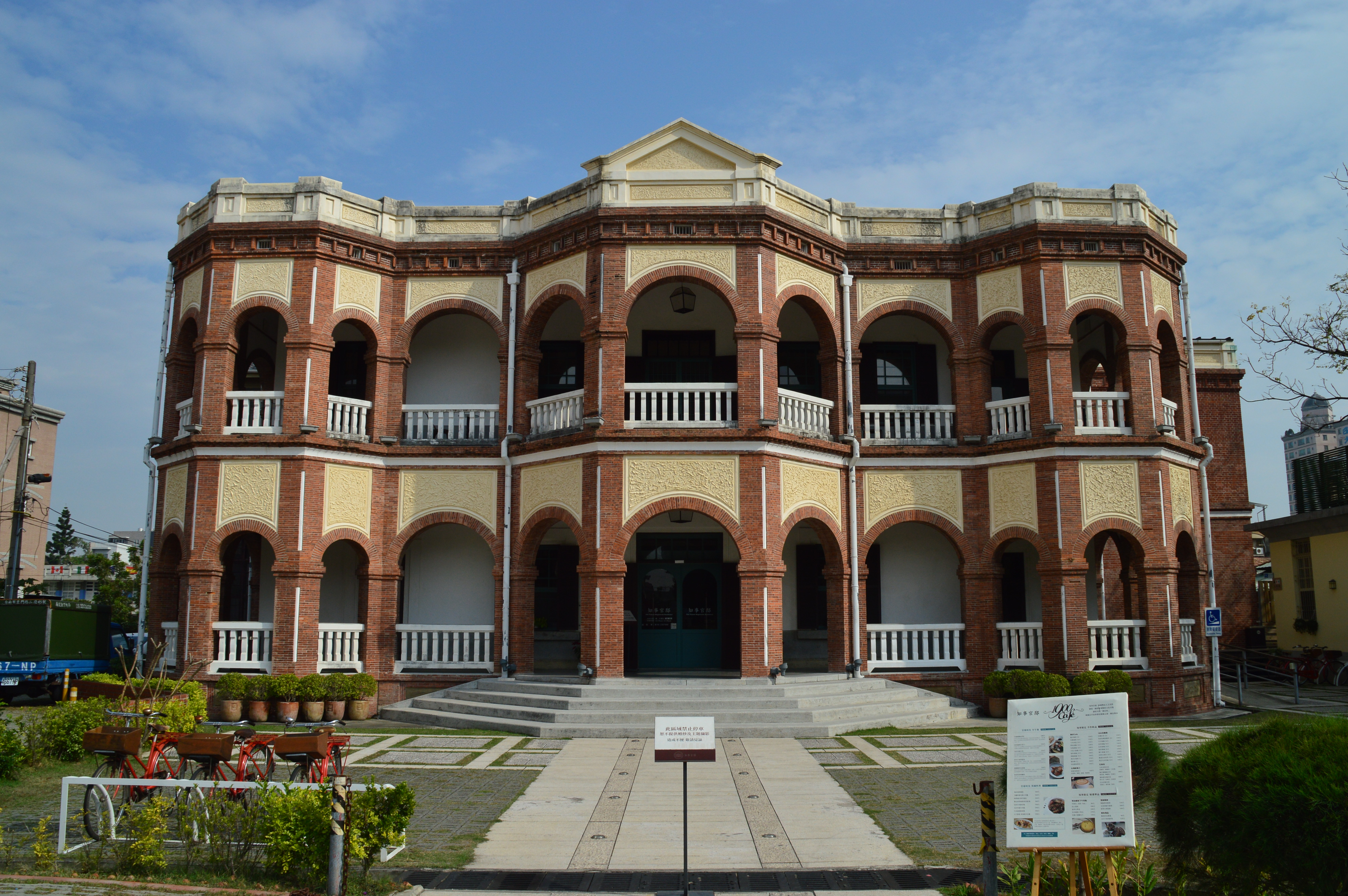
Die ehemalige Kreisleiter-Residenz

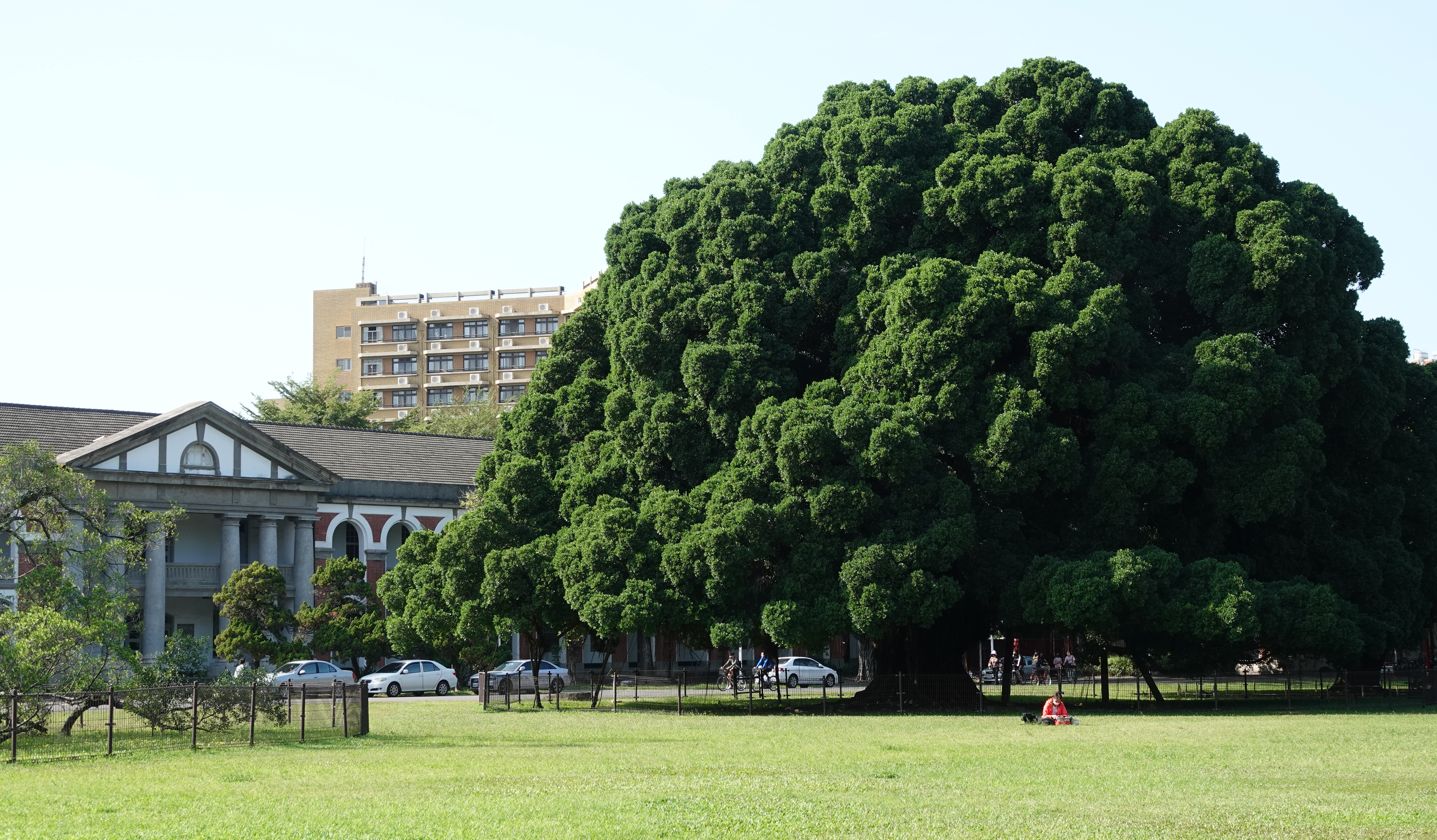
Die Chinesische Feige auf dem Universitätscampus

Im Ostbezirk gibt es eine Reihe daoistischer und buddhistischer Tempel sowie einige, vor allem presbyterianische, christliche Gemeinden.
Im Bezirk steht einer der ältesten Guandi-Tempel Taiwans, der Guandi Dian (關帝殿), dessen Geschichte bis zur Mitte des 17. Jahrhunderts zurückreicht. Zu den ältesten buddhistischen Heiligtümern der Stadt gehört der Mituo Si (彌陀寺), der aus einer einfachen Hütte, die schon zur Zeit der Niederländer Mitte des 17. Jahrhunderts bestanden haben soll, hervorgegangen ist. Eines der ältesten Guanyin gewidmeten Heiligtümer Tainans ist der Tainan Longshan Si (臺南龍山寺), der 1715 errichtet wurde.
Im Ostbezirk steht das Große Osttor (大東門 Da Dongmen), auch Yingchun-Tor (迎春門) genannt, ein zwischen 1725 und 1736 erbautes historisches Stadttor Tainans. Von der alten Stadtmauer sind im Ostbezirk nur noch wenige Reste zu sehen. Im buddhistischen Tempel Xiuchan Yuan (修禪院) befindet sich die Xunfang-Batterie (巽方砲臺 Xunfang paotai), die einzig verbliebene Batterie der historischen Stadtbefestigung.
Einige Bauwerke im Ostbezirk erinnern an die japanische Kolonialzeit, z. B. die 1900 errichtete Kreisleiter-Residenz (原臺南縣知事官邸 Yuan Tainan xian Zhishi Guandi), die jetzt Geschäfte und Räume für Ausstellungen, Kurse und andere Veranstaltungen bietet.
Die Gebäude der ehemals japanischen Militäreinrichtungen und Kasernen wurden zum Teil der Cheng-Kung-Nationaluniversität zur Nutzung übergeben. Auf der Haupt-Campuswiese, einem ehemaligen Exerzierplatz, steht wie ein Wahrzeichen eine große Chinesische Feige, die 1923 vom japanischen Kronprinzen und späteren Kaiser Hirohito auf seiner Taiwan-Reise gepflanzt wurde.
Der Ostbezirk beherbergt das Tainan-Kulturzentrum (臺南文化中心 Tainan Wenhua Zhongxin), das Veranstaltungen und Ausstellungen aller Art Raum bietet, und die einzige Moschee der Stadt, die Tainan-Moschee (台南清真寺 Tainan Qingzhensi).

## Persönlichkeiten
- Lin Fei-fan (* 1988), Aktivist und Politiker
- Tzuyu (* 1999), Popsängerin